# Chorus (album d'Erasure)
Pour l’article homonyme, voir Chorus.
Albums de Erasure
Wild! Live
(1990) Abba-esque
(1992)
Singles
Chorus est le cinquième album studio du groupe anglais Erasure, paru le 14 octobre 1991 (au Royaume-Uni).
Chorus fut le troisième album du groupe à se classer no 1 des ventes d'albums au Royaume-Uni et fut certifié disque de platine dans ce même pays.
Enregistré d'abord en France (aux studios Polygone à Toulouse), puis terminé et mixé en Allemagne (au studio « Château du Pape » de Hambourg), cet album opérait un tournant majeur dans la carrière du groupe Erasure en s'appuyant sur des arrangements générés par des synthétiseurs analogiques de collection -dits "vintage"- des années 1960, 1970 et 1980.
Les albums suivants du groupe conserveront un son relativement similaire à celui de Chorus, notamment les deux suivants, I Say I Say I Say (1994) et Erasure (1995).
Alternant titres recueillis et titres dynamiques, Chorus reste aujourd'hui encore considéré comme le plus abouti du groupe, tant au niveau des textes qu'à celui des arrangements et des mélodies. Cet album permit au groupe de renouer avec le succès commercial aux États-Unis et donna lieu à sa plus grande tournée, "The Phantasmagorical Entertainment", sur presque toute l'année 1992.
Il est à noter que la section instrumentale du titre Love to Hate You réalise une interpolation à partir d'une phrase musicale de la chanson I Will Survive de Gloria Gaynor. Pour autant, Love to Hate You ne peut être considérée comme une reprise étant donné que l'emprunt ne dure que 20 secondes, n'est pas une citation note à note, et que le reste de la chanson est très éloigné de I Will Survive.
En Russie et dans les pays de l'ancien bloc communiste, Love to Hate You reste la chanson la plus connue d'Erasure. Elle fut d'ailleurs reprise en russe en 2007 par le chanteur Sergueï Lazarev tandis que le chanteur Petr Muk la reprit en tchèque en 2004 sur son mini-album de reprises Oh l'amour. De son côté, Erasure en avait également réenregistré une version en espagnol et une autre en italien.
Le single Chorus comporte plusieurs versions remixées par Youth (alias de Martin Glover, le bassiste actuel du groupe Killing Joke). Cette chanson sera également remixée quelques mois plus tard par Moby, alors jeune artiste débutant, dont la version (Vegan Mix) se retrouvera sur le single Am I Right?.
D'un point de vue graphique, l'album Chorus fut doté de deux pochettes différentes lors de sa parution initiale (octobre 1991) : les photos retravaillées par IRM des visages d'Andy Bell et de Vince Clarke les montraient de face pour l'édition CD classique, tandis que les éditions vinyle, cassette et CD limitée, les montraient de profil. Aujourd'hui, seule l'édition CD classique reste commercialement disponible à l'état neuf.
Le logo "erasure" des pochettes Chorus reste, 20 ans plus tard, le plus connu de tous ceux utilisés par le groupe ; on le retrouve sur les pochettes des principales compilations du groupe.
Les séquences "live" du vidéo-clip de Love to Hate You furent tournées au Leadenhall Market de Londres.
Le 8 avril 2016, dans le cadre de la célébration des 30 ans d'Erasure, l'album Chorus est réédité au format vinyle 33 tours.
Le 14 février 2020, l'album Chorus est réédité en un coffret cartonné Deluxe triple-CD qui inclut :
- un premier CD répliquant l'album d'origine, en version remasterisée ;
- un deuxième CD compilant diverses versions remixées de chansons de l'album, certaines versions rares, d'autres plus courantes, quelques chansons inédites et versions démo, et enfin quelques faces B initialement publiées sur les singles extraits de cet album ;
- un troisième CD comportant les 10 chansons de l'album enregistrées lors d'un concert, le 6 août 1992, et provenant de la bande-son DVD-live The Tank, The Swan and The Balloon ;
- un livret d'une quinzaine de pages incluant une notice retraçant la conception de l'album.

Cette réédition apparaît une semaine après sa parution parmi les meilleures ventes d'albums au Royaume-Uni, en 53e position.

## Classement parmi les ventes de disques
| Pays                                   | Meilleure position |
| -------------------------------------- | ------------------ |
| Royaume-Uni                            | 1                  |
| Argentine                              | 3                  |
| Irlande                                | 4                  |
| Autriche                               | 5                  |
| Communauté économique européenne (CEE) | 9                  |
| Israël                                 | 13                 |
| Danemark                               | 14                 |
| Suède                                  | 14                 |
| Allemagne                              | 15                 |
| Canada                                 | 21                 |
| Suisse                                 | 21                 |
| Portugal                               | 28                 |
| États-Unis                             | 29                 |
| Finlande                               | 29                 |
| Australie                              | 93                 |

## Ventes
- États-Unis : 368 000 exemplaires vendus

## Détail des plages

### Édition originale, 1991
| 1.    | Chorus                  | 4:26 |
| 2.    | Waiting for the Day     | 3:50 |
| 3.    | Joan                    | 3:51 |
| 4.    | Breath of Life          | 4:07 |
| 5.    | Am I Right?             | 4:18 |
| 6.    | Love to Hate You        | 3:56 |
| 7.    | Turns the Love to Anger | 3:56 |
| 8.    | Siren Song              | 4:44 |
| 9.    | Perfect Stranger        | 4:04 |
| 10.   | Home                    | 4:14 |
| 41:22 |                         |      |

### Réédition deluxe, 2020
| CD 1 – CHORUS (remasterisé) | CD 1 – CHORUS (remasterisé) | CD 1 – CHORUS (remasterisé) | CD 1 – CHORUS (remasterisé) | CD 1 – CHORUS (remasterisé) | CD 1 – CHORUS (remasterisé) | CD 1 – CHORUS (remasterisé) | CD 1 – CHORUS (remasterisé) | CD 1 – CHORUS (remasterisé) | CD 1 – CHORUS (remasterisé) |
| No                          | Titre                       | Durée                       |                             |                             |                             |                             |                             |                             |                             |
| --------------------------- | --------------------------- | --------------------------- | --------------------------- | --------------------------- | --------------------------- | --------------------------- | --------------------------- | --------------------------- | --------------------------- |
| 1.                          | Chorus                      | 4:26                        |                             |                             |                             |                             |                             |                             |                             |
| 2.                          | Waiting for the Day         | 3:50                        |                             |                             |                             |                             |                             |                             |                             |
| 3.                          | Joan                        | 3:51                        |                             |                             |                             |                             |                             |                             |                             |
| 4.                          | Breath of Life              | 4:07                        |                             |                             |                             |                             |                             |                             |                             |
| 5.                          | Am I Right?                 | 4:18                        |                             |                             |                             |                             |                             |                             |                             |
| 6.                          | Love to Hate You            | 3:56                        |                             |                             |                             |                             |                             |                             |                             |
| 7.                          | Turns the Love to Anger     | 3:56                        |                             |                             |                             |                             |                             |                             |                             |
| 8.                          | Siren Song                  | 4:44                        |                             |                             |                             |                             |                             |                             |                             |
| 9.                          | Perfect Stranger            | 4:04                        |                             |                             |                             |                             |                             |                             |                             |
| 10.                         | Home                        | 4:14                        |                             |                             |                             |                             |                             |                             |                             |
| 41:22                       |                             |                             |                             |                             |                             |                             |                             |                             |                             |

| CD 2 – B-SIDES, REMIXES & RARITIES | CD 2 – B-SIDES, REMIXES & RARITIES           | CD 2 – B-SIDES, REMIXES & RARITIES | CD 2 – B-SIDES, REMIXES & RARITIES | CD 2 – B-SIDES, REMIXES & RARITIES | CD 2 – B-SIDES, REMIXES & RARITIES | CD 2 – B-SIDES, REMIXES & RARITIES | CD 2 – B-SIDES, REMIXES & RARITIES | CD 2 – B-SIDES, REMIXES & RARITIES | CD 2 – B-SIDES, REMIXES & RARITIES |
| No                                 | Titre                                        | Durée                              |                                    |                                    |                                    |                                    |                                    |                                    |                                    |
| ---------------------------------- | -------------------------------------------- | ---------------------------------- | ---------------------------------- | ---------------------------------- | ---------------------------------- | ---------------------------------- | ---------------------------------- | ---------------------------------- | ---------------------------------- |
| 1.                                 | Over the Rainbow                             | 3:30                               |                                    |                                    |                                    |                                    |                                    |                                    |                                    |
| 2.                                 | Turns the Love to Anger (Vince Clarke remix) | 5:40                               |                                    |                                    |                                    |                                    |                                    |                                    |                                    |
| 3.                                 | Perfect Stranger (KROQ Mellow version)       | 2:25                               |                                    |                                    |                                    |                                    |                                    |                                    |                                    |
| 4.                                 | Waiting for Sex (Full length)                | 4:07                               |                                    |                                    |                                    |                                    |                                    |                                    |                                    |
| 5.                                 | Love to Hate You (Robbie Rivera’s Juicy Mix) | 5:56                               |                                    |                                    |                                    |                                    |                                    |                                    |                                    |
| 6.                                 | Twilight                                     | 4:22                               |                                    |                                    |                                    |                                    |                                    |                                    |                                    |
| 7.                                 | Let it Flow                                  | 4:22                               |                                    |                                    |                                    |                                    |                                    |                                    |                                    |
| 8.                                 | Chorus (Ben Grosse mix)                      | 4:37                               |                                    |                                    |                                    |                                    |                                    |                                    |                                    |
| 9.                                 | Siren Song (Alternative Lyrics)              | 4:05                               |                                    |                                    |                                    |                                    |                                    |                                    |                                    |
| 10.                                | Breath of Life (Divine Inspiration mix)      | 6:41                               |                                    |                                    |                                    |                                    |                                    |                                    |                                    |
| 11.                                | Love to Hate You (KROQ Blunder version)      | 4:13                               |                                    |                                    |                                    |                                    |                                    |                                    |                                    |
| 12.                                | La La La                                     | 4:12                               |                                    |                                    |                                    |                                    |                                    |                                    |                                    |
| 13.                                | Mirror to Your Soul                          | 3:55                               |                                    |                                    |                                    |                                    |                                    |                                    |                                    |
| 14.                                | Waiting for the Day (Demo version)           | 3:41                               |                                    |                                    |                                    |                                    |                                    |                                    |                                    |
| 15.                                | Perfect Stranger (Acoustic)                  | 2:12                               |                                    |                                    |                                    |                                    |                                    |                                    |                                    |
| 16.                                | Am I Right? (Glen Nicholls extended 12" mix) | 6:47                               |                                    |                                    |                                    |                                    |                                    |                                    |                                    |
| 17.                                | Home (Minute Taker remix)                    | 6:21                               |                                    |                                    |                                    |                                    |                                    |                                    |                                    |
| 77:13                              |                                              |                                    |                                    |                                    |                                    |                                    |                                    |                                    |                                    |

#### CD 3 – CHORUS Live
| CD 3 – CHORUS Live | CD 3 – CHORUS Live      | CD 3 – CHORUS Live | CD 3 – CHORUS Live | CD 3 – CHORUS Live | CD 3 – CHORUS Live | CD 3 – CHORUS Live | CD 3 – CHORUS Live | CD 3 – CHORUS Live | CD 3 – CHORUS Live |
| No                 | Titre                   | Durée              |                    |                    |                    |                    |                    |                    |                    |
| ------------------ | ----------------------- | ------------------ | ------------------ | ------------------ | ------------------ | ------------------ | ------------------ | ------------------ | ------------------ |
| 1.                 | Chorus                  | 4:38               |                    |                    |                    |                    |                    |                    |                    |
| 2.                 | Waiting for the Day     | 3:37               |                    |                    |                    |                    |                    |                    |                    |
| 3.                 | Joan                    | 4:01               |                    |                    |                    |                    |                    |                    |                    |
| 4.                 | Breath of Life          | 4:29               |                    |                    |                    |                    |                    |                    |                    |
| 5.                 | Am I Right?             | 5:10               |                    |                    |                    |                    |                    |                    |                    |
| 6.                 | Love to Hate You        | 4:06               |                    |                    |                    |                    |                    |                    |                    |
| 7.                 | Turns the Love to Anger | 5:29               |                    |                    |                    |                    |                    |                    |                    |
| 8.                 | Siren Song              | 6:17               |                    |                    |                    |                    |                    |                    |                    |
| 9.                 | Perfect Stranger        | 3:20               |                    |                    |                    |                    |                    |                    |                    |
| 10.                | Home                    | 4:59               |                    |                    |                    |                    |                    |                    |                    |
| 46:11              |                         |                    |                    |                    |                    |                    |                    |                    |                    |